# Methesis bimaculata
Methesis bimaculata är en spindelart som beskrevs av Simon 1896. Methesis bimaculata ingår i släktet Methesis och familjen flinkspindlar.
Artens utbredningsområde är Queensland. Inga underarter finns listade i Catalogue of Life.